# Scania CN94UA
Scania CN94UA – miejski autobus przegubowy produkowany przez koncern Scania w Słupsku. Do jego napędu używano silnika Scania DC9.11 i skrzyni biegów ZF 4HP590 i ZF 4HP592.
Większość produkowanych autobusów jest eksportowana.